# 1156
Évszázadok: 11. század – 12. század – 13. század
Évtizedek: 1100-as évek – 1110-es évek – 1120-as évek – 1130-as évek – 1140-es évek – 1150-es évek – 1160-as évek – 1170-es évek – 1180-as évek – 1190-es évek – 1200-as évek
Évek: 1151 – 1152 – 1153 – 1154 –  1155 – 1156 – 1157 – 1158 – 1159 – 1160 – 1161

## Események
- szeptember 17. – I. Frigyes német-római császár az úgynevezett kis kiváltságlevélben (Privilegium minus) az Osztrák Őrgrófságot kiveszi a bajor hercegek hatásköréből, önálló hercegséggé teszi és a babenbergi Jasomirgott Henriknek adományozza.[1][2]
- II. Géza békét köt I. Manuél bizánci császárral. Géza lemondott a Száván túli területekről, Manuél pedig felhagyott Géza öccse a trónkövetelő István herceg támogatásával.
- A karmelita rend alapítása.
- II. Vital Michele velencei dózse megválasztása (1172-ig uralkodik).
- Jurij Dolgorukij herceg megalapítja és megerősíti Moszkvát.
- Málta önálló püspökség lesz.

## Születések
- II. Henrik angol király lánya, Matilda megszületik Angliában (meghalt 1189-ben)
- Minamoto no Noriyori japán tábornok (meghalt 1193-ban)
- VI. Rajmund toulouse-i gróf (meghalt 1222-ben)
- szeptember folyamán – II. Iszaakiosz bizánci császár († 1204)

## Halálozások
- január 20. – Henrik püspöknek, Finnország védőszentjének meggyilkolása a Köyliönjärvi-tó jegén
- Toba japán császár